# Gambit
|   | a | b | c | d | e | f | g | h |   |
| 8 | a8 negres torre · b8 negres cavall · c8 negres alfil · d8 negres dama · e8 negres rei · f8 negres alfil · g8 negres cavall · h8 negres torre · a7 negres peó · b7 negres peó · c7 negres peó · e7 negres peó · f7 negres peó · g7 negres peó · h7 negres peó · d5 negres peó · c4 blanques peó · d4 blanques peó · a2 blanques peó · b2 blanques peó · e2 blanques peó · f2 blanques peó · g2 blanques peó · h2 blanques peó · a1 blanques torre · b1 blanques cavall · c1 blanques alfil · d1 blanques dama · e1 blanques rei · f1 blanques alfil · g1 blanques cavall · h1 blanques torre | a8 negres torre · b8 negres cavall · c8 negres alfil · d8 negres dama · e8 negres rei · f8 negres alfil · g8 negres cavall · h8 negres torre · a7 negres peó · b7 negres peó · c7 negres peó · e7 negres peó · f7 negres peó · g7 negres peó · h7 negres peó · d5 negres peó · c4 blanques peó · d4 blanques peó · a2 blanques peó · b2 blanques peó · e2 blanques peó · f2 blanques peó · g2 blanques peó · h2 blanques peó · a1 blanques torre · b1 blanques cavall · c1 blanques alfil · d1 blanques dama · e1 blanques rei · f1 blanques alfil · g1 blanques cavall · h1 blanques torre | a8 negres torre · b8 negres cavall · c8 negres alfil · d8 negres dama · e8 negres rei · f8 negres alfil · g8 negres cavall · h8 negres torre · a7 negres peó · b7 negres peó · c7 negres peó · e7 negres peó · f7 negres peó · g7 negres peó · h7 negres peó · d5 negres peó · c4 blanques peó · d4 blanques peó · a2 blanques peó · b2 blanques peó · e2 blanques peó · f2 blanques peó · g2 blanques peó · h2 blanques peó · a1 blanques torre · b1 blanques cavall · c1 blanques alfil · d1 blanques dama · e1 blanques rei · f1 blanques alfil · g1 blanques cavall · h1 blanques torre | a8 negres torre · b8 negres cavall · c8 negres alfil · d8 negres dama · e8 negres rei · f8 negres alfil · g8 negres cavall · h8 negres torre · a7 negres peó · b7 negres peó · c7 negres peó · e7 negres peó · f7 negres peó · g7 negres peó · h7 negres peó · d5 negres peó · c4 blanques peó · d4 blanques peó · a2 blanques peó · b2 blanques peó · e2 blanques peó · f2 blanques peó · g2 blanques peó · h2 blanques peó · a1 blanques torre · b1 blanques cavall · c1 blanques alfil · d1 blanques dama · e1 blanques rei · f1 blanques alfil · g1 blanques cavall · h1 blanques torre | a8 negres torre · b8 negres cavall · c8 negres alfil · d8 negres dama · e8 negres rei · f8 negres alfil · g8 negres cavall · h8 negres torre · a7 negres peó · b7 negres peó · c7 negres peó · e7 negres peó · f7 negres peó · g7 negres peó · h7 negres peó · d5 negres peó · c4 blanques peó · d4 blanques peó · a2 blanques peó · b2 blanques peó · e2 blanques peó · f2 blanques peó · g2 blanques peó · h2 blanques peó · a1 blanques torre · b1 blanques cavall · c1 blanques alfil · d1 blanques dama · e1 blanques rei · f1 blanques alfil · g1 blanques cavall · h1 blanques torre | a8 negres torre · b8 negres cavall · c8 negres alfil · d8 negres dama · e8 negres rei · f8 negres alfil · g8 negres cavall · h8 negres torre · a7 negres peó · b7 negres peó · c7 negres peó · e7 negres peó · f7 negres peó · g7 negres peó · h7 negres peó · d5 negres peó · c4 blanques peó · d4 blanques peó · a2 blanques peó · b2 blanques peó · e2 blanques peó · f2 blanques peó · g2 blanques peó · h2 blanques peó · a1 blanques torre · b1 blanques cavall · c1 blanques alfil · d1 blanques dama · e1 blanques rei · f1 blanques alfil · g1 blanques cavall · h1 blanques torre | a8 negres torre · b8 negres cavall · c8 negres alfil · d8 negres dama · e8 negres rei · f8 negres alfil · g8 negres cavall · h8 negres torre · a7 negres peó · b7 negres peó · c7 negres peó · e7 negres peó · f7 negres peó · g7 negres peó · h7 negres peó · d5 negres peó · c4 blanques peó · d4 blanques peó · a2 blanques peó · b2 blanques peó · e2 blanques peó · f2 blanques peó · g2 blanques peó · h2 blanques peó · a1 blanques torre · b1 blanques cavall · c1 blanques alfil · d1 blanques dama · e1 blanques rei · f1 blanques alfil · g1 blanques cavall · h1 blanques torre | a8 negres torre · b8 negres cavall · c8 negres alfil · d8 negres dama · e8 negres rei · f8 negres alfil · g8 negres cavall · h8 negres torre · a7 negres peó · b7 negres peó · c7 negres peó · e7 negres peó · f7 negres peó · g7 negres peó · h7 negres peó · d5 negres peó · c4 blanques peó · d4 blanques peó · a2 blanques peó · b2 blanques peó · e2 blanques peó · f2 blanques peó · g2 blanques peó · h2 blanques peó · a1 blanques torre · b1 blanques cavall · c1 blanques alfil · d1 blanques dama · e1 blanques rei · f1 blanques alfil · g1 blanques cavall · h1 blanques torre | 8 |
| 7 | a8 negres torre · b8 negres cavall · c8 negres alfil · d8 negres dama · e8 negres rei · f8 negres alfil · g8 negres cavall · h8 negres torre · a7 negres peó · b7 negres peó · c7 negres peó · e7 negres peó · f7 negres peó · g7 negres peó · h7 negres peó · d5 negres peó · c4 blanques peó · d4 blanques peó · a2 blanques peó · b2 blanques peó · e2 blanques peó · f2 blanques peó · g2 blanques peó · h2 blanques peó · a1 blanques torre · b1 blanques cavall · c1 blanques alfil · d1 blanques dama · e1 blanques rei · f1 blanques alfil · g1 blanques cavall · h1 blanques torre | a8 negres torre · b8 negres cavall · c8 negres alfil · d8 negres dama · e8 negres rei · f8 negres alfil · g8 negres cavall · h8 negres torre · a7 negres peó · b7 negres peó · c7 negres peó · e7 negres peó · f7 negres peó · g7 negres peó · h7 negres peó · d5 negres peó · c4 blanques peó · d4 blanques peó · a2 blanques peó · b2 blanques peó · e2 blanques peó · f2 blanques peó · g2 blanques peó · h2 blanques peó · a1 blanques torre · b1 blanques cavall · c1 blanques alfil · d1 blanques dama · e1 blanques rei · f1 blanques alfil · g1 blanques cavall · h1 blanques torre | a8 negres torre · b8 negres cavall · c8 negres alfil · d8 negres dama · e8 negres rei · f8 negres alfil · g8 negres cavall · h8 negres torre · a7 negres peó · b7 negres peó · c7 negres peó · e7 negres peó · f7 negres peó · g7 negres peó · h7 negres peó · d5 negres peó · c4 blanques peó · d4 blanques peó · a2 blanques peó · b2 blanques peó · e2 blanques peó · f2 blanques peó · g2 blanques peó · h2 blanques peó · a1 blanques torre · b1 blanques cavall · c1 blanques alfil · d1 blanques dama · e1 blanques rei · f1 blanques alfil · g1 blanques cavall · h1 blanques torre | a8 negres torre · b8 negres cavall · c8 negres alfil · d8 negres dama · e8 negres rei · f8 negres alfil · g8 negres cavall · h8 negres torre · a7 negres peó · b7 negres peó · c7 negres peó · e7 negres peó · f7 negres peó · g7 negres peó · h7 negres peó · d5 negres peó · c4 blanques peó · d4 blanques peó · a2 blanques peó · b2 blanques peó · e2 blanques peó · f2 blanques peó · g2 blanques peó · h2 blanques peó · a1 blanques torre · b1 blanques cavall · c1 blanques alfil · d1 blanques dama · e1 blanques rei · f1 blanques alfil · g1 blanques cavall · h1 blanques torre | a8 negres torre · b8 negres cavall · c8 negres alfil · d8 negres dama · e8 negres rei · f8 negres alfil · g8 negres cavall · h8 negres torre · a7 negres peó · b7 negres peó · c7 negres peó · e7 negres peó · f7 negres peó · g7 negres peó · h7 negres peó · d5 negres peó · c4 blanques peó · d4 blanques peó · a2 blanques peó · b2 blanques peó · e2 blanques peó · f2 blanques peó · g2 blanques peó · h2 blanques peó · a1 blanques torre · b1 blanques cavall · c1 blanques alfil · d1 blanques dama · e1 blanques rei · f1 blanques alfil · g1 blanques cavall · h1 blanques torre | a8 negres torre · b8 negres cavall · c8 negres alfil · d8 negres dama · e8 negres rei · f8 negres alfil · g8 negres cavall · h8 negres torre · a7 negres peó · b7 negres peó · c7 negres peó · e7 negres peó · f7 negres peó · g7 negres peó · h7 negres peó · d5 negres peó · c4 blanques peó · d4 blanques peó · a2 blanques peó · b2 blanques peó · e2 blanques peó · f2 blanques peó · g2 blanques peó · h2 blanques peó · a1 blanques torre · b1 blanques cavall · c1 blanques alfil · d1 blanques dama · e1 blanques rei · f1 blanques alfil · g1 blanques cavall · h1 blanques torre | a8 negres torre · b8 negres cavall · c8 negres alfil · d8 negres dama · e8 negres rei · f8 negres alfil · g8 negres cavall · h8 negres torre · a7 negres peó · b7 negres peó · c7 negres peó · e7 negres peó · f7 negres peó · g7 negres peó · h7 negres peó · d5 negres peó · c4 blanques peó · d4 blanques peó · a2 blanques peó · b2 blanques peó · e2 blanques peó · f2 blanques peó · g2 blanques peó · h2 blanques peó · a1 blanques torre · b1 blanques cavall · c1 blanques alfil · d1 blanques dama · e1 blanques rei · f1 blanques alfil · g1 blanques cavall · h1 blanques torre | a8 negres torre · b8 negres cavall · c8 negres alfil · d8 negres dama · e8 negres rei · f8 negres alfil · g8 negres cavall · h8 negres torre · a7 negres peó · b7 negres peó · c7 negres peó · e7 negres peó · f7 negres peó · g7 negres peó · h7 negres peó · d5 negres peó · c4 blanques peó · d4 blanques peó · a2 blanques peó · b2 blanques peó · e2 blanques peó · f2 blanques peó · g2 blanques peó · h2 blanques peó · a1 blanques torre · b1 blanques cavall · c1 blanques alfil · d1 blanques dama · e1 blanques rei · f1 blanques alfil · g1 blanques cavall · h1 blanques torre | 7 |
| 6 | a8 negres torre · b8 negres cavall · c8 negres alfil · d8 negres dama · e8 negres rei · f8 negres alfil · g8 negres cavall · h8 negres torre · a7 negres peó · b7 negres peó · c7 negres peó · e7 negres peó · f7 negres peó · g7 negres peó · h7 negres peó · d5 negres peó · c4 blanques peó · d4 blanques peó · a2 blanques peó · b2 blanques peó · e2 blanques peó · f2 blanques peó · g2 blanques peó · h2 blanques peó · a1 blanques torre · b1 blanques cavall · c1 blanques alfil · d1 blanques dama · e1 blanques rei · f1 blanques alfil · g1 blanques cavall · h1 blanques torre | a8 negres torre · b8 negres cavall · c8 negres alfil · d8 negres dama · e8 negres rei · f8 negres alfil · g8 negres cavall · h8 negres torre · a7 negres peó · b7 negres peó · c7 negres peó · e7 negres peó · f7 negres peó · g7 negres peó · h7 negres peó · d5 negres peó · c4 blanques peó · d4 blanques peó · a2 blanques peó · b2 blanques peó · e2 blanques peó · f2 blanques peó · g2 blanques peó · h2 blanques peó · a1 blanques torre · b1 blanques cavall · c1 blanques alfil · d1 blanques dama · e1 blanques rei · f1 blanques alfil · g1 blanques cavall · h1 blanques torre | a8 negres torre · b8 negres cavall · c8 negres alfil · d8 negres dama · e8 negres rei · f8 negres alfil · g8 negres cavall · h8 negres torre · a7 negres peó · b7 negres peó · c7 negres peó · e7 negres peó · f7 negres peó · g7 negres peó · h7 negres peó · d5 negres peó · c4 blanques peó · d4 blanques peó · a2 blanques peó · b2 blanques peó · e2 blanques peó · f2 blanques peó · g2 blanques peó · h2 blanques peó · a1 blanques torre · b1 blanques cavall · c1 blanques alfil · d1 blanques dama · e1 blanques rei · f1 blanques alfil · g1 blanques cavall · h1 blanques torre | a8 negres torre · b8 negres cavall · c8 negres alfil · d8 negres dama · e8 negres rei · f8 negres alfil · g8 negres cavall · h8 negres torre · a7 negres peó · b7 negres peó · c7 negres peó · e7 negres peó · f7 negres peó · g7 negres peó · h7 negres peó · d5 negres peó · c4 blanques peó · d4 blanques peó · a2 blanques peó · b2 blanques peó · e2 blanques peó · f2 blanques peó · g2 blanques peó · h2 blanques peó · a1 blanques torre · b1 blanques cavall · c1 blanques alfil · d1 blanques dama · e1 blanques rei · f1 blanques alfil · g1 blanques cavall · h1 blanques torre | a8 negres torre · b8 negres cavall · c8 negres alfil · d8 negres dama · e8 negres rei · f8 negres alfil · g8 negres cavall · h8 negres torre · a7 negres peó · b7 negres peó · c7 negres peó · e7 negres peó · f7 negres peó · g7 negres peó · h7 negres peó · d5 negres peó · c4 blanques peó · d4 blanques peó · a2 blanques peó · b2 blanques peó · e2 blanques peó · f2 blanques peó · g2 blanques peó · h2 blanques peó · a1 blanques torre · b1 blanques cavall · c1 blanques alfil · d1 blanques dama · e1 blanques rei · f1 blanques alfil · g1 blanques cavall · h1 blanques torre | a8 negres torre · b8 negres cavall · c8 negres alfil · d8 negres dama · e8 negres rei · f8 negres alfil · g8 negres cavall · h8 negres torre · a7 negres peó · b7 negres peó · c7 negres peó · e7 negres peó · f7 negres peó · g7 negres peó · h7 negres peó · d5 negres peó · c4 blanques peó · d4 blanques peó · a2 blanques peó · b2 blanques peó · e2 blanques peó · f2 blanques peó · g2 blanques peó · h2 blanques peó · a1 blanques torre · b1 blanques cavall · c1 blanques alfil · d1 blanques dama · e1 blanques rei · f1 blanques alfil · g1 blanques cavall · h1 blanques torre | a8 negres torre · b8 negres cavall · c8 negres alfil · d8 negres dama · e8 negres rei · f8 negres alfil · g8 negres cavall · h8 negres torre · a7 negres peó · b7 negres peó · c7 negres peó · e7 negres peó · f7 negres peó · g7 negres peó · h7 negres peó · d5 negres peó · c4 blanques peó · d4 blanques peó · a2 blanques peó · b2 blanques peó · e2 blanques peó · f2 blanques peó · g2 blanques peó · h2 blanques peó · a1 blanques torre · b1 blanques cavall · c1 blanques alfil · d1 blanques dama · e1 blanques rei · f1 blanques alfil · g1 blanques cavall · h1 blanques torre | a8 negres torre · b8 negres cavall · c8 negres alfil · d8 negres dama · e8 negres rei · f8 negres alfil · g8 negres cavall · h8 negres torre · a7 negres peó · b7 negres peó · c7 negres peó · e7 negres peó · f7 negres peó · g7 negres peó · h7 negres peó · d5 negres peó · c4 blanques peó · d4 blanques peó · a2 blanques peó · b2 blanques peó · e2 blanques peó · f2 blanques peó · g2 blanques peó · h2 blanques peó · a1 blanques torre · b1 blanques cavall · c1 blanques alfil · d1 blanques dama · e1 blanques rei · f1 blanques alfil · g1 blanques cavall · h1 blanques torre | 6 |
| 5 | a8 negres torre · b8 negres cavall · c8 negres alfil · d8 negres dama · e8 negres rei · f8 negres alfil · g8 negres cavall · h8 negres torre · a7 negres peó · b7 negres peó · c7 negres peó · e7 negres peó · f7 negres peó · g7 negres peó · h7 negres peó · d5 negres peó · c4 blanques peó · d4 blanques peó · a2 blanques peó · b2 blanques peó · e2 blanques peó · f2 blanques peó · g2 blanques peó · h2 blanques peó · a1 blanques torre · b1 blanques cavall · c1 blanques alfil · d1 blanques dama · e1 blanques rei · f1 blanques alfil · g1 blanques cavall · h1 blanques torre | a8 negres torre · b8 negres cavall · c8 negres alfil · d8 negres dama · e8 negres rei · f8 negres alfil · g8 negres cavall · h8 negres torre · a7 negres peó · b7 negres peó · c7 negres peó · e7 negres peó · f7 negres peó · g7 negres peó · h7 negres peó · d5 negres peó · c4 blanques peó · d4 blanques peó · a2 blanques peó · b2 blanques peó · e2 blanques peó · f2 blanques peó · g2 blanques peó · h2 blanques peó · a1 blanques torre · b1 blanques cavall · c1 blanques alfil · d1 blanques dama · e1 blanques rei · f1 blanques alfil · g1 blanques cavall · h1 blanques torre | a8 negres torre · b8 negres cavall · c8 negres alfil · d8 negres dama · e8 negres rei · f8 negres alfil · g8 negres cavall · h8 negres torre · a7 negres peó · b7 negres peó · c7 negres peó · e7 negres peó · f7 negres peó · g7 negres peó · h7 negres peó · d5 negres peó · c4 blanques peó · d4 blanques peó · a2 blanques peó · b2 blanques peó · e2 blanques peó · f2 blanques peó · g2 blanques peó · h2 blanques peó · a1 blanques torre · b1 blanques cavall · c1 blanques alfil · d1 blanques dama · e1 blanques rei · f1 blanques alfil · g1 blanques cavall · h1 blanques torre | a8 negres torre · b8 negres cavall · c8 negres alfil · d8 negres dama · e8 negres rei · f8 negres alfil · g8 negres cavall · h8 negres torre · a7 negres peó · b7 negres peó · c7 negres peó · e7 negres peó · f7 negres peó · g7 negres peó · h7 negres peó · d5 negres peó · c4 blanques peó · d4 blanques peó · a2 blanques peó · b2 blanques peó · e2 blanques peó · f2 blanques peó · g2 blanques peó · h2 blanques peó · a1 blanques torre · b1 blanques cavall · c1 blanques alfil · d1 blanques dama · e1 blanques rei · f1 blanques alfil · g1 blanques cavall · h1 blanques torre | a8 negres torre · b8 negres cavall · c8 negres alfil · d8 negres dama · e8 negres rei · f8 negres alfil · g8 negres cavall · h8 negres torre · a7 negres peó · b7 negres peó · c7 negres peó · e7 negres peó · f7 negres peó · g7 negres peó · h7 negres peó · d5 negres peó · c4 blanques peó · d4 blanques peó · a2 blanques peó · b2 blanques peó · e2 blanques peó · f2 blanques peó · g2 blanques peó · h2 blanques peó · a1 blanques torre · b1 blanques cavall · c1 blanques alfil · d1 blanques dama · e1 blanques rei · f1 blanques alfil · g1 blanques cavall · h1 blanques torre | a8 negres torre · b8 negres cavall · c8 negres alfil · d8 negres dama · e8 negres rei · f8 negres alfil · g8 negres cavall · h8 negres torre · a7 negres peó · b7 negres peó · c7 negres peó · e7 negres peó · f7 negres peó · g7 negres peó · h7 negres peó · d5 negres peó · c4 blanques peó · d4 blanques peó · a2 blanques peó · b2 blanques peó · e2 blanques peó · f2 blanques peó · g2 blanques peó · h2 blanques peó · a1 blanques torre · b1 blanques cavall · c1 blanques alfil · d1 blanques dama · e1 blanques rei · f1 blanques alfil · g1 blanques cavall · h1 blanques torre | a8 negres torre · b8 negres cavall · c8 negres alfil · d8 negres dama · e8 negres rei · f8 negres alfil · g8 negres cavall · h8 negres torre · a7 negres peó · b7 negres peó · c7 negres peó · e7 negres peó · f7 negres peó · g7 negres peó · h7 negres peó · d5 negres peó · c4 blanques peó · d4 blanques peó · a2 blanques peó · b2 blanques peó · e2 blanques peó · f2 blanques peó · g2 blanques peó · h2 blanques peó · a1 blanques torre · b1 blanques cavall · c1 blanques alfil · d1 blanques dama · e1 blanques rei · f1 blanques alfil · g1 blanques cavall · h1 blanques torre | a8 negres torre · b8 negres cavall · c8 negres alfil · d8 negres dama · e8 negres rei · f8 negres alfil · g8 negres cavall · h8 negres torre · a7 negres peó · b7 negres peó · c7 negres peó · e7 negres peó · f7 negres peó · g7 negres peó · h7 negres peó · d5 negres peó · c4 blanques peó · d4 blanques peó · a2 blanques peó · b2 blanques peó · e2 blanques peó · f2 blanques peó · g2 blanques peó · h2 blanques peó · a1 blanques torre · b1 blanques cavall · c1 blanques alfil · d1 blanques dama · e1 blanques rei · f1 blanques alfil · g1 blanques cavall · h1 blanques torre | 5 |
| 4 | a8 negres torre · b8 negres cavall · c8 negres alfil · d8 negres dama · e8 negres rei · f8 negres alfil · g8 negres cavall · h8 negres torre · a7 negres peó · b7 negres peó · c7 negres peó · e7 negres peó · f7 negres peó · g7 negres peó · h7 negres peó · d5 negres peó · c4 blanques peó · d4 blanques peó · a2 blanques peó · b2 blanques peó · e2 blanques peó · f2 blanques peó · g2 blanques peó · h2 blanques peó · a1 blanques torre · b1 blanques cavall · c1 blanques alfil · d1 blanques dama · e1 blanques rei · f1 blanques alfil · g1 blanques cavall · h1 blanques torre | a8 negres torre · b8 negres cavall · c8 negres alfil · d8 negres dama · e8 negres rei · f8 negres alfil · g8 negres cavall · h8 negres torre · a7 negres peó · b7 negres peó · c7 negres peó · e7 negres peó · f7 negres peó · g7 negres peó · h7 negres peó · d5 negres peó · c4 blanques peó · d4 blanques peó · a2 blanques peó · b2 blanques peó · e2 blanques peó · f2 blanques peó · g2 blanques peó · h2 blanques peó · a1 blanques torre · b1 blanques cavall · c1 blanques alfil · d1 blanques dama · e1 blanques rei · f1 blanques alfil · g1 blanques cavall · h1 blanques torre | a8 negres torre · b8 negres cavall · c8 negres alfil · d8 negres dama · e8 negres rei · f8 negres alfil · g8 negres cavall · h8 negres torre · a7 negres peó · b7 negres peó · c7 negres peó · e7 negres peó · f7 negres peó · g7 negres peó · h7 negres peó · d5 negres peó · c4 blanques peó · d4 blanques peó · a2 blanques peó · b2 blanques peó · e2 blanques peó · f2 blanques peó · g2 blanques peó · h2 blanques peó · a1 blanques torre · b1 blanques cavall · c1 blanques alfil · d1 blanques dama · e1 blanques rei · f1 blanques alfil · g1 blanques cavall · h1 blanques torre | a8 negres torre · b8 negres cavall · c8 negres alfil · d8 negres dama · e8 negres rei · f8 negres alfil · g8 negres cavall · h8 negres torre · a7 negres peó · b7 negres peó · c7 negres peó · e7 negres peó · f7 negres peó · g7 negres peó · h7 negres peó · d5 negres peó · c4 blanques peó · d4 blanques peó · a2 blanques peó · b2 blanques peó · e2 blanques peó · f2 blanques peó · g2 blanques peó · h2 blanques peó · a1 blanques torre · b1 blanques cavall · c1 blanques alfil · d1 blanques dama · e1 blanques rei · f1 blanques alfil · g1 blanques cavall · h1 blanques torre | a8 negres torre · b8 negres cavall · c8 negres alfil · d8 negres dama · e8 negres rei · f8 negres alfil · g8 negres cavall · h8 negres torre · a7 negres peó · b7 negres peó · c7 negres peó · e7 negres peó · f7 negres peó · g7 negres peó · h7 negres peó · d5 negres peó · c4 blanques peó · d4 blanques peó · a2 blanques peó · b2 blanques peó · e2 blanques peó · f2 blanques peó · g2 blanques peó · h2 blanques peó · a1 blanques torre · b1 blanques cavall · c1 blanques alfil · d1 blanques dama · e1 blanques rei · f1 blanques alfil · g1 blanques cavall · h1 blanques torre | a8 negres torre · b8 negres cavall · c8 negres alfil · d8 negres dama · e8 negres rei · f8 negres alfil · g8 negres cavall · h8 negres torre · a7 negres peó · b7 negres peó · c7 negres peó · e7 negres peó · f7 negres peó · g7 negres peó · h7 negres peó · d5 negres peó · c4 blanques peó · d4 blanques peó · a2 blanques peó · b2 blanques peó · e2 blanques peó · f2 blanques peó · g2 blanques peó · h2 blanques peó · a1 blanques torre · b1 blanques cavall · c1 blanques alfil · d1 blanques dama · e1 blanques rei · f1 blanques alfil · g1 blanques cavall · h1 blanques torre | a8 negres torre · b8 negres cavall · c8 negres alfil · d8 negres dama · e8 negres rei · f8 negres alfil · g8 negres cavall · h8 negres torre · a7 negres peó · b7 negres peó · c7 negres peó · e7 negres peó · f7 negres peó · g7 negres peó · h7 negres peó · d5 negres peó · c4 blanques peó · d4 blanques peó · a2 blanques peó · b2 blanques peó · e2 blanques peó · f2 blanques peó · g2 blanques peó · h2 blanques peó · a1 blanques torre · b1 blanques cavall · c1 blanques alfil · d1 blanques dama · e1 blanques rei · f1 blanques alfil · g1 blanques cavall · h1 blanques torre | a8 negres torre · b8 negres cavall · c8 negres alfil · d8 negres dama · e8 negres rei · f8 negres alfil · g8 negres cavall · h8 negres torre · a7 negres peó · b7 negres peó · c7 negres peó · e7 negres peó · f7 negres peó · g7 negres peó · h7 negres peó · d5 negres peó · c4 blanques peó · d4 blanques peó · a2 blanques peó · b2 blanques peó · e2 blanques peó · f2 blanques peó · g2 blanques peó · h2 blanques peó · a1 blanques torre · b1 blanques cavall · c1 blanques alfil · d1 blanques dama · e1 blanques rei · f1 blanques alfil · g1 blanques cavall · h1 blanques torre | 4 |
| 3 | a8 negres torre · b8 negres cavall · c8 negres alfil · d8 negres dama · e8 negres rei · f8 negres alfil · g8 negres cavall · h8 negres torre · a7 negres peó · b7 negres peó · c7 negres peó · e7 negres peó · f7 negres peó · g7 negres peó · h7 negres peó · d5 negres peó · c4 blanques peó · d4 blanques peó · a2 blanques peó · b2 blanques peó · e2 blanques peó · f2 blanques peó · g2 blanques peó · h2 blanques peó · a1 blanques torre · b1 blanques cavall · c1 blanques alfil · d1 blanques dama · e1 blanques rei · f1 blanques alfil · g1 blanques cavall · h1 blanques torre | a8 negres torre · b8 negres cavall · c8 negres alfil · d8 negres dama · e8 negres rei · f8 negres alfil · g8 negres cavall · h8 negres torre · a7 negres peó · b7 negres peó · c7 negres peó · e7 negres peó · f7 negres peó · g7 negres peó · h7 negres peó · d5 negres peó · c4 blanques peó · d4 blanques peó · a2 blanques peó · b2 blanques peó · e2 blanques peó · f2 blanques peó · g2 blanques peó · h2 blanques peó · a1 blanques torre · b1 blanques cavall · c1 blanques alfil · d1 blanques dama · e1 blanques rei · f1 blanques alfil · g1 blanques cavall · h1 blanques torre | a8 negres torre · b8 negres cavall · c8 negres alfil · d8 negres dama · e8 negres rei · f8 negres alfil · g8 negres cavall · h8 negres torre · a7 negres peó · b7 negres peó · c7 negres peó · e7 negres peó · f7 negres peó · g7 negres peó · h7 negres peó · d5 negres peó · c4 blanques peó · d4 blanques peó · a2 blanques peó · b2 blanques peó · e2 blanques peó · f2 blanques peó · g2 blanques peó · h2 blanques peó · a1 blanques torre · b1 blanques cavall · c1 blanques alfil · d1 blanques dama · e1 blanques rei · f1 blanques alfil · g1 blanques cavall · h1 blanques torre | a8 negres torre · b8 negres cavall · c8 negres alfil · d8 negres dama · e8 negres rei · f8 negres alfil · g8 negres cavall · h8 negres torre · a7 negres peó · b7 negres peó · c7 negres peó · e7 negres peó · f7 negres peó · g7 negres peó · h7 negres peó · d5 negres peó · c4 blanques peó · d4 blanques peó · a2 blanques peó · b2 blanques peó · e2 blanques peó · f2 blanques peó · g2 blanques peó · h2 blanques peó · a1 blanques torre · b1 blanques cavall · c1 blanques alfil · d1 blanques dama · e1 blanques rei · f1 blanques alfil · g1 blanques cavall · h1 blanques torre | a8 negres torre · b8 negres cavall · c8 negres alfil · d8 negres dama · e8 negres rei · f8 negres alfil · g8 negres cavall · h8 negres torre · a7 negres peó · b7 negres peó · c7 negres peó · e7 negres peó · f7 negres peó · g7 negres peó · h7 negres peó · d5 negres peó · c4 blanques peó · d4 blanques peó · a2 blanques peó · b2 blanques peó · e2 blanques peó · f2 blanques peó · g2 blanques peó · h2 blanques peó · a1 blanques torre · b1 blanques cavall · c1 blanques alfil · d1 blanques dama · e1 blanques rei · f1 blanques alfil · g1 blanques cavall · h1 blanques torre | a8 negres torre · b8 negres cavall · c8 negres alfil · d8 negres dama · e8 negres rei · f8 negres alfil · g8 negres cavall · h8 negres torre · a7 negres peó · b7 negres peó · c7 negres peó · e7 negres peó · f7 negres peó · g7 negres peó · h7 negres peó · d5 negres peó · c4 blanques peó · d4 blanques peó · a2 blanques peó · b2 blanques peó · e2 blanques peó · f2 blanques peó · g2 blanques peó · h2 blanques peó · a1 blanques torre · b1 blanques cavall · c1 blanques alfil · d1 blanques dama · e1 blanques rei · f1 blanques alfil · g1 blanques cavall · h1 blanques torre | a8 negres torre · b8 negres cavall · c8 negres alfil · d8 negres dama · e8 negres rei · f8 negres alfil · g8 negres cavall · h8 negres torre · a7 negres peó · b7 negres peó · c7 negres peó · e7 negres peó · f7 negres peó · g7 negres peó · h7 negres peó · d5 negres peó · c4 blanques peó · d4 blanques peó · a2 blanques peó · b2 blanques peó · e2 blanques peó · f2 blanques peó · g2 blanques peó · h2 blanques peó · a1 blanques torre · b1 blanques cavall · c1 blanques alfil · d1 blanques dama · e1 blanques rei · f1 blanques alfil · g1 blanques cavall · h1 blanques torre | a8 negres torre · b8 negres cavall · c8 negres alfil · d8 negres dama · e8 negres rei · f8 negres alfil · g8 negres cavall · h8 negres torre · a7 negres peó · b7 negres peó · c7 negres peó · e7 negres peó · f7 negres peó · g7 negres peó · h7 negres peó · d5 negres peó · c4 blanques peó · d4 blanques peó · a2 blanques peó · b2 blanques peó · e2 blanques peó · f2 blanques peó · g2 blanques peó · h2 blanques peó · a1 blanques torre · b1 blanques cavall · c1 blanques alfil · d1 blanques dama · e1 blanques rei · f1 blanques alfil · g1 blanques cavall · h1 blanques torre | 3 |
| 2 | a8 negres torre · b8 negres cavall · c8 negres alfil · d8 negres dama · e8 negres rei · f8 negres alfil · g8 negres cavall · h8 negres torre · a7 negres peó · b7 negres peó · c7 negres peó · e7 negres peó · f7 negres peó · g7 negres peó · h7 negres peó · d5 negres peó · c4 blanques peó · d4 blanques peó · a2 blanques peó · b2 blanques peó · e2 blanques peó · f2 blanques peó · g2 blanques peó · h2 blanques peó · a1 blanques torre · b1 blanques cavall · c1 blanques alfil · d1 blanques dama · e1 blanques rei · f1 blanques alfil · g1 blanques cavall · h1 blanques torre | a8 negres torre · b8 negres cavall · c8 negres alfil · d8 negres dama · e8 negres rei · f8 negres alfil · g8 negres cavall · h8 negres torre · a7 negres peó · b7 negres peó · c7 negres peó · e7 negres peó · f7 negres peó · g7 negres peó · h7 negres peó · d5 negres peó · c4 blanques peó · d4 blanques peó · a2 blanques peó · b2 blanques peó · e2 blanques peó · f2 blanques peó · g2 blanques peó · h2 blanques peó · a1 blanques torre · b1 blanques cavall · c1 blanques alfil · d1 blanques dama · e1 blanques rei · f1 blanques alfil · g1 blanques cavall · h1 blanques torre | a8 negres torre · b8 negres cavall · c8 negres alfil · d8 negres dama · e8 negres rei · f8 negres alfil · g8 negres cavall · h8 negres torre · a7 negres peó · b7 negres peó · c7 negres peó · e7 negres peó · f7 negres peó · g7 negres peó · h7 negres peó · d5 negres peó · c4 blanques peó · d4 blanques peó · a2 blanques peó · b2 blanques peó · e2 blanques peó · f2 blanques peó · g2 blanques peó · h2 blanques peó · a1 blanques torre · b1 blanques cavall · c1 blanques alfil · d1 blanques dama · e1 blanques rei · f1 blanques alfil · g1 blanques cavall · h1 blanques torre | a8 negres torre · b8 negres cavall · c8 negres alfil · d8 negres dama · e8 negres rei · f8 negres alfil · g8 negres cavall · h8 negres torre · a7 negres peó · b7 negres peó · c7 negres peó · e7 negres peó · f7 negres peó · g7 negres peó · h7 negres peó · d5 negres peó · c4 blanques peó · d4 blanques peó · a2 blanques peó · b2 blanques peó · e2 blanques peó · f2 blanques peó · g2 blanques peó · h2 blanques peó · a1 blanques torre · b1 blanques cavall · c1 blanques alfil · d1 blanques dama · e1 blanques rei · f1 blanques alfil · g1 blanques cavall · h1 blanques torre | a8 negres torre · b8 negres cavall · c8 negres alfil · d8 negres dama · e8 negres rei · f8 negres alfil · g8 negres cavall · h8 negres torre · a7 negres peó · b7 negres peó · c7 negres peó · e7 negres peó · f7 negres peó · g7 negres peó · h7 negres peó · d5 negres peó · c4 blanques peó · d4 blanques peó · a2 blanques peó · b2 blanques peó · e2 blanques peó · f2 blanques peó · g2 blanques peó · h2 blanques peó · a1 blanques torre · b1 blanques cavall · c1 blanques alfil · d1 blanques dama · e1 blanques rei · f1 blanques alfil · g1 blanques cavall · h1 blanques torre | a8 negres torre · b8 negres cavall · c8 negres alfil · d8 negres dama · e8 negres rei · f8 negres alfil · g8 negres cavall · h8 negres torre · a7 negres peó · b7 negres peó · c7 negres peó · e7 negres peó · f7 negres peó · g7 negres peó · h7 negres peó · d5 negres peó · c4 blanques peó · d4 blanques peó · a2 blanques peó · b2 blanques peó · e2 blanques peó · f2 blanques peó · g2 blanques peó · h2 blanques peó · a1 blanques torre · b1 blanques cavall · c1 blanques alfil · d1 blanques dama · e1 blanques rei · f1 blanques alfil · g1 blanques cavall · h1 blanques torre | a8 negres torre · b8 negres cavall · c8 negres alfil · d8 negres dama · e8 negres rei · f8 negres alfil · g8 negres cavall · h8 negres torre · a7 negres peó · b7 negres peó · c7 negres peó · e7 negres peó · f7 negres peó · g7 negres peó · h7 negres peó · d5 negres peó · c4 blanques peó · d4 blanques peó · a2 blanques peó · b2 blanques peó · e2 blanques peó · f2 blanques peó · g2 blanques peó · h2 blanques peó · a1 blanques torre · b1 blanques cavall · c1 blanques alfil · d1 blanques dama · e1 blanques rei · f1 blanques alfil · g1 blanques cavall · h1 blanques torre | a8 negres torre · b8 negres cavall · c8 negres alfil · d8 negres dama · e8 negres rei · f8 negres alfil · g8 negres cavall · h8 negres torre · a7 negres peó · b7 negres peó · c7 negres peó · e7 negres peó · f7 negres peó · g7 negres peó · h7 negres peó · d5 negres peó · c4 blanques peó · d4 blanques peó · a2 blanques peó · b2 blanques peó · e2 blanques peó · f2 blanques peó · g2 blanques peó · h2 blanques peó · a1 blanques torre · b1 blanques cavall · c1 blanques alfil · d1 blanques dama · e1 blanques rei · f1 blanques alfil · g1 blanques cavall · h1 blanques torre | 2 |
| 1 | a8 negres torre · b8 negres cavall · c8 negres alfil · d8 negres dama · e8 negres rei · f8 negres alfil · g8 negres cavall · h8 negres torre · a7 negres peó · b7 negres peó · c7 negres peó · e7 negres peó · f7 negres peó · g7 negres peó · h7 negres peó · d5 negres peó · c4 blanques peó · d4 blanques peó · a2 blanques peó · b2 blanques peó · e2 blanques peó · f2 blanques peó · g2 blanques peó · h2 blanques peó · a1 blanques torre · b1 blanques cavall · c1 blanques alfil · d1 blanques dama · e1 blanques rei · f1 blanques alfil · g1 blanques cavall · h1 blanques torre | a8 negres torre · b8 negres cavall · c8 negres alfil · d8 negres dama · e8 negres rei · f8 negres alfil · g8 negres cavall · h8 negres torre · a7 negres peó · b7 negres peó · c7 negres peó · e7 negres peó · f7 negres peó · g7 negres peó · h7 negres peó · d5 negres peó · c4 blanques peó · d4 blanques peó · a2 blanques peó · b2 blanques peó · e2 blanques peó · f2 blanques peó · g2 blanques peó · h2 blanques peó · a1 blanques torre · b1 blanques cavall · c1 blanques alfil · d1 blanques dama · e1 blanques rei · f1 blanques alfil · g1 blanques cavall · h1 blanques torre | a8 negres torre · b8 negres cavall · c8 negres alfil · d8 negres dama · e8 negres rei · f8 negres alfil · g8 negres cavall · h8 negres torre · a7 negres peó · b7 negres peó · c7 negres peó · e7 negres peó · f7 negres peó · g7 negres peó · h7 negres peó · d5 negres peó · c4 blanques peó · d4 blanques peó · a2 blanques peó · b2 blanques peó · e2 blanques peó · f2 blanques peó · g2 blanques peó · h2 blanques peó · a1 blanques torre · b1 blanques cavall · c1 blanques alfil · d1 blanques dama · e1 blanques rei · f1 blanques alfil · g1 blanques cavall · h1 blanques torre | a8 negres torre · b8 negres cavall · c8 negres alfil · d8 negres dama · e8 negres rei · f8 negres alfil · g8 negres cavall · h8 negres torre · a7 negres peó · b7 negres peó · c7 negres peó · e7 negres peó · f7 negres peó · g7 negres peó · h7 negres peó · d5 negres peó · c4 blanques peó · d4 blanques peó · a2 blanques peó · b2 blanques peó · e2 blanques peó · f2 blanques peó · g2 blanques peó · h2 blanques peó · a1 blanques torre · b1 blanques cavall · c1 blanques alfil · d1 blanques dama · e1 blanques rei · f1 blanques alfil · g1 blanques cavall · h1 blanques torre | a8 negres torre · b8 negres cavall · c8 negres alfil · d8 negres dama · e8 negres rei · f8 negres alfil · g8 negres cavall · h8 negres torre · a7 negres peó · b7 negres peó · c7 negres peó · e7 negres peó · f7 negres peó · g7 negres peó · h7 negres peó · d5 negres peó · c4 blanques peó · d4 blanques peó · a2 blanques peó · b2 blanques peó · e2 blanques peó · f2 blanques peó · g2 blanques peó · h2 blanques peó · a1 blanques torre · b1 blanques cavall · c1 blanques alfil · d1 blanques dama · e1 blanques rei · f1 blanques alfil · g1 blanques cavall · h1 blanques torre | a8 negres torre · b8 negres cavall · c8 negres alfil · d8 negres dama · e8 negres rei · f8 negres alfil · g8 negres cavall · h8 negres torre · a7 negres peó · b7 negres peó · c7 negres peó · e7 negres peó · f7 negres peó · g7 negres peó · h7 negres peó · d5 negres peó · c4 blanques peó · d4 blanques peó · a2 blanques peó · b2 blanques peó · e2 blanques peó · f2 blanques peó · g2 blanques peó · h2 blanques peó · a1 blanques torre · b1 blanques cavall · c1 blanques alfil · d1 blanques dama · e1 blanques rei · f1 blanques alfil · g1 blanques cavall · h1 blanques torre | a8 negres torre · b8 negres cavall · c8 negres alfil · d8 negres dama · e8 negres rei · f8 negres alfil · g8 negres cavall · h8 negres torre · a7 negres peó · b7 negres peó · c7 negres peó · e7 negres peó · f7 negres peó · g7 negres peó · h7 negres peó · d5 negres peó · c4 blanques peó · d4 blanques peó · a2 blanques peó · b2 blanques peó · e2 blanques peó · f2 blanques peó · g2 blanques peó · h2 blanques peó · a1 blanques torre · b1 blanques cavall · c1 blanques alfil · d1 blanques dama · e1 blanques rei · f1 blanques alfil · g1 blanques cavall · h1 blanques torre | a8 negres torre · b8 negres cavall · c8 negres alfil · d8 negres dama · e8 negres rei · f8 negres alfil · g8 negres cavall · h8 negres torre · a7 negres peó · b7 negres peó · c7 negres peó · e7 negres peó · f7 negres peó · g7 negres peó · h7 negres peó · d5 negres peó · c4 blanques peó · d4 blanques peó · a2 blanques peó · b2 blanques peó · e2 blanques peó · f2 blanques peó · g2 blanques peó · h2 blanques peó · a1 blanques torre · b1 blanques cavall · c1 blanques alfil · d1 blanques dama · e1 blanques rei · f1 blanques alfil · g1 blanques cavall · h1 blanques torre | 1 |
|   | a | b | c | d | e | f | g | h |   |

Un gambit és una obertura d'escacs que empra principalment el jugador amb les peces blanques, en la qual se sacrifica material, normalment un peó, per a aconseguir un avantatge. Alguns exemples coneguts són gambit de rei (1.e4 e5 2.f4), gambit de dama (1.d4 d5 2.c4) i gambit Evans (1.e4 e5 2.Cf3 Cc6 3.Ac4 Ac5 4.b4). Un gambit utilitzat per les negres també es pot anomenar gambit, per exemple el gambit letó (1.e4 e5 2.Nf3 f5), o gambit Englund (1.d4 e5); però a vegades s'anomena contragambit, per exemple contragambit Albin (1.d4 d5 2.c4 e5) i contragambit letó (un nom antiquat per al gambit Letó).

## Origen i etimologia
La paraula gambit la va usar per primera vegada en la terminologia d'escacs el sacerdot extremeny Ruy López de Segura l'any 1561. Aquesta paraula prové de l'expressió italiana dare il gambetto, que significa fer la traveta. Ruy López va ser un gran estudiós d'aquesta maniobra, a més de fer popular el terme arreu del món.

## Estratègia
Normalment es parla "d'oferir" un gambit, i aquest oferiment es pot "acceptar", quan l'altre jugador pren la peça, o refusar, quan l'altre jugador l'ignora i continua amb el seu desenvolupament.
En la majoria de gambits la millor continuació és l'acceptació d'aquest, encara que normalment condueixi a un joc perillós, en el qual qui ha ofert el gambit intenta crear complicacions al rival i l'altre prova de conservar el material d'avantatge o retornar-lo a canvi d'una posició favorable. Una regla citada en molts llibres d'escacs diu que un peó entregat és compensat per tres temps de desenvolupament. La utilitat d'aquesta regla és dubtosa, ja que normalment l'avantatge agafat gràcies al gambit no és només en desenvolupament.
Sovint el gambit també es pot refusar sense desavantatges, però s'arriba a un tipus de partida més posicional i tranquil·la.
Hi ha tres criteris generals en els quals sovint es diu que un gambit és beneficiós:
- Guany de temps: el jugador que accepta el joc ha de prendre temps per aconseguir el material sacrificat i, possiblement, ha de fer més temps per reorganitzar les seves peces després de la presa del material.
- Generació d'activitat diferencial: sovint un jugador que accepta un joc descentralitzarà les seves peces o peons i les seves peces poc posicionades permetran al jugador situar les seves pròpies peces i peons en quadrats que d'altra manera podrien ser inaccessibles. A més, els alfils i les torres poden esdevenir més actius simplement perquè la pèrdua de peons sovint dona lloc a files i diagonals obertes. L'ex campió mundial Mikhail Tal va dir una vegada a Mikhaïl Botvínnik que havia sacrificat un peó perquè simplement estava al camí.[4]
- Generació de febleses de posició: finalment, acceptar un gambit pot comportar un compromís per l'estructura de peons, forats o altres deficiències de posició.

Un bon exemple de gambit beneficiós és el gambit escocès: 1.e4 e5 2.Cf3 Cc6 3.d4 exd4 4.Ac4. Aquí les negres poden obligar les blanques a sacrificar un peó especulativament amb 4 ... Ab4 +, però les blanques obtenen una compensació molt bona per a un peó després de 5.c3 dxc3 6.bxc3, o per a dos peons després de 6.0-0 convidant a 6 ... cxb2 7 .Axb2, a causa de l'avantatge del desenvolupament i les possibilitats d'atacar contra el rei negre. Com a resultat, sovint se li recomana als negres que no intentin aferrar-se al peó addicional. Un gambit més dubtós és l'anomenat gambit Halloween: 1.e4 e5 2.Cf3 Cc6 3.Cc3 Cf6 4.Cxe5 ?! Nxe5 5.d4. Aquí la inversió (un cavall per només un peó) és massa gran per a l'avantatge moderat de tenir un centre fort.

## Exemples
- Gambit de rei: 1.e4 e5 2.f4
- Gambit de dama: 1.d4 d5 2.c4
- Gambit Evans: 1.e4 e5 2.Cf3 Ac6 3.Ac4 Ac5 4.b4
- Gambit Rousseau: 1.e4 e5 2.Cf3 Cc6 3.Ac4 f5
- Gambit Smith-Morra: 1.e4 c5 2.d4 intentant 2. ..cxd4 3.c3 dxc3 4.Nxc3
- Gambit Blackmark-Diemer: 1.d4 d5 2.e4 dxe4 3.Cc3 seguit per 4.f3
- Gambit From: .f4 e5 2.fxe5 d6 3.exd6 Axd6 4.Cf3 g5
- Gambit Staunton: 1.d4 f5 2.e4
- Gambit Budapest: 1.d4 Cf6 2.c4 e5
- Gambit escocès: 1.e4 e5 2.Cf3 Cc6 3.d4 exd4 4.Ac4
- Gambit letó: 1.e4 e5 2.Cf3 f5
- Gambit elefant: 1.e4 e5 2.Cf3 d5!?
- Gambit Englund: 1.d4 e5?!
- Gambit italià: 1. e4 e5 2. Cf3 Cc6 3. Ac4 Ac5 4. d4
- Contragambit Albin 1. d4 d5 2. c4 e5
- Gambit danès: 1.e4 e5 2.d4 exd4 3.c3
- Gambit Volga: 1.d4 Cf6 2.c4 c5 3.d5 b5
- Gambit Halloween: 1.e4 e5 2.Cf3 Cc6 3.Cc3 Cf6 4.Cxe5